# Ольховатка (Верхнемамонский район)
Ольховатка — село в Воронежской области России. Административный центр Ольховатского сельского поселения.

## География
Уличная сеть
| - пер. Гагарина, - ул. Дьячкова, - ул. Ленина, - ул. Луговая, | - ул. Мира, - ул. Нагорная, - ул. Новая, - ул. Пролетарская, | - ул. Садовая, - ул. Свободы, - пер. Школьный. |

Климат
Климат, как и на всей территории области — умеренно континентальный со средней температурой января −10 °C, июля +20 °C и со среднегодовой температурой от +5,0 °C на севере области до +7 °C на юге.

## История
Село основано около 1712 года служилыми людьми Калитвянской заставы Острогожского черкасского полка однодворцами Родионом Сапелкиным и Саввой Трубициным. До XIX века село называлось Сапеловкой. С 1805 года село стало называться Ольховатка. Осенью 1905 года здесь вспыхнуло одно из самых крупных крестьянских восстаний в Воронежской губернии. Возмущённые непомерной ценой на аренду земли ольховатцы имели намерения захватить помещичью землю, стали рубить лес, свозить сено, солому. Восстание было подавлено казаками 29-го донского полка. Имелись жертвы, 17 человек были приговорены к заключению.
В декабре 1929 года создан колхоз «Дон».
Летом 2010 года часть села сильно пострадала от лесного пожара, сгорели дома, постройки, погибла и часть домашних животных. Дома были от отстроены заново к 1 ноября 2010 года. По улицам был проложен новый водовод, а также был уложен асфальт. Так же была построена новая асфальтированная дорога до села Старая Калитва и смонтирован понтонный мост (ранее там был паром) через реку Дон.

## Население
| 1859 | 1897  | 2010 | 2012 | 2013 | 2014 | 2015 | 2016 | 2017 |
| ---- | ----- | ---- | ---- | ---- | ---- | ---- | ---- | ---- |
| 1221 | ↗1780 | ↘929 | ↘875 | ↘852 | ↗854 | ↘833 | ↘816 | ↘812 |
| 2018 | 2019  | 2020 | 2021 |      |      |      |      |      |
| ↘792 | ↗794  | ↗796 | ↘761 |      |      |      |      |      |

В 2005 году в селе проживало 1001 человек и имелось 365 подворий.
В 2010 году в селе проживало уже 949 человек.

## Инфраструктура
На базе колхоза «Дон» образовано ЗАО «Ольховатка», а затем ООО «Хлебороб» и крестьянско-фермерское хозяйство А. В. Зуева.
В селе есть небольшая православная церковь Архангела Михаила; открыта с 2003 года. И небольшая община евангельских христиан-баптистов, образовавшаяся в 1919 году.

## Транспорт
Автодорога местного значения. Поселковые (сельские) дороги.

## Известные люди
- Вислогузова, Зинаида Васильевна (1929—2007) — Герой Социалистического Труда.
- Дьячков, Фёдор Васильевич (1912—1984) — Герой Советского Союза (1945).